# 冷卻劑流失事故
冷卻劑流失事故或稱「失水事件」、「冷卻水流失事故」，簡稱「LOCA」（Loss-Of-Coolant Accident），即核子反應爐的冷卻劑因故流失，未能將熱能帶出反應爐。若緊急爐心冷卻系統未能及時冷卻反應爐，反應爐內的核燃料可能會因為過熱而發生爐心熔毀。三哩島事件即因未能及時冷卻反應爐而導致部分爐心熔毀。